# 金田理恵
金田 理恵（かねだ りえ、1960年 - ）は、日本の著作家、装丁家。国際基督教大学卒業後、松屋銀座・出版社勤務、編集アルバイト、装幀家菊地信義の事務所の「丁稚」を経て独立。「森茉莉全集」（筑摩書房）、「定本尾崎翠全集」（筑摩書房）などの装丁を手掛ける。

## 著作
- 『ぜんまい屋の葉書』（筑摩書房、1991年5月）
- 『グリコのおまけ』（金田理恵構成、筑摩書房、1992年11月）
- 『そこに文字が』（筑摩書房、1997年9月）
- 『一九六〇年生まれ』（バジリコ、2006年4月）
- 『ぜんまい屋の作文』（龜鳴屋、2012年4月）
- 『道ばたの椅子　ぜんまい屋の北京』（龜鳴屋、2019年）